# 내림가슴대동맥
내림가슴대동맥(descending thoracic aorta) 또는 흉부대동맥(胸部大動脈)은 가슴에 위치한 대동맥의 일부로 내림대동맥이 연속된 동맥이다. 뒤가슴세로칸에 위치하고 있지만 종종 왼쪽 가슴안으로 팽대되어 있다. 시작하는 높이는 넷째 등뼈(T4) 아래쪽 경계 높이이며 끝나는 지점은 열두째 등뼈 아래쪽 경계로, 가로막의 대동맥구멍을 지나며 배대동맥이 된다.
시작 지점에서 내림가슴대동맥은 척주의 왼쪽에 위치하며, 아래로 내려가면서 정중선으로 이동한다. 끝나는 지점에서는 척주의 바로 앞에 놓여 있다.
내림가슴대동맥은 앞쪽으로 휘어진 모양을 하고 있으며 작은 가지들을 낸다. 반지름은 대략 1.16cm 정도이다.

## 구조
내림가슴대동맥은 구조와 위치에 따라 구분되는 대동맥의 일부이다. 내림대동맥이 연속되어 형성되며 가로막을 지나면 배대동맥이 된다. 좌심실에서 대동맥판에 의해 좌심실과 나눠지며 시작하는 대동맥의 시작 부분은 오름대동맥이다. 대동맥뿌리에서 대동맥판의 첨판 바로 위에서 두 개의 관상동맥이 시작되며, 대동맥은 그 후 오른허파동맥 뒤쪽에서 감고 돈다. 대동맥활에서는 팔머리동맥과 왼온목동맥, 왼빗장밑동맥의 세 혈관이 갈라져 나온다. 이 혈관들은 머리, 목, 가슴, 팔 등에 혈액을 공급한다.
내림가슴대동맥 뒤쪽에 척주와 반홀정맥이 존재하며, 오른쪽에는 홀정맥과 가슴림프관이, 왼쪽에는 왼쪽 가슴막과 허파가 존재한다. 앞쪽에는 왼쪽 허파뿌리, 심장막, 식도, 가로막이 위치하고 있다.
신경얼기에 싸여 있는 식도는 내림가슴대동맥 오른쪽에 놓여 있다. 아래쪽에서 식도는 대동맥 앞으로 주행하여 결국 왼쪽에 놓이게 된다.

## 기능
대동맥은 심장에서 산소가 풍부한 혈액을 몸의 다른 부분으로 전달하는 동맥이다. 몸에서 가장 큰 동맥 중 하나이다. 대동맥은 아래로 주행하면서 여러 쌍의 가지들을 낸다. 위에서 아래 순서로 가지들은 다음과 같다.
- 기관지동맥
- 가슴대동맥 세로칸가지
- 식도동맥
- 심장막동맥
- 위가로막동맥

## 임상적 중요성
- 대동맥 박리

## 추가 이미지

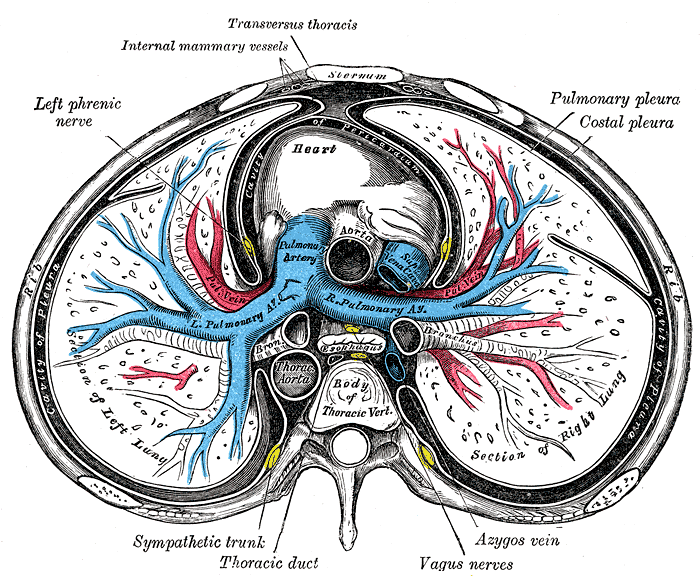
가슴의 가로 단면. 허파동맥의 위치 관계를 보여준다.
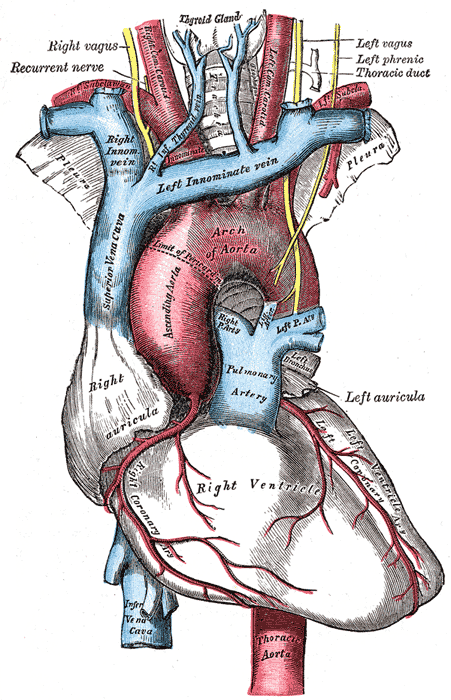
대동맥활과 그 가지들.
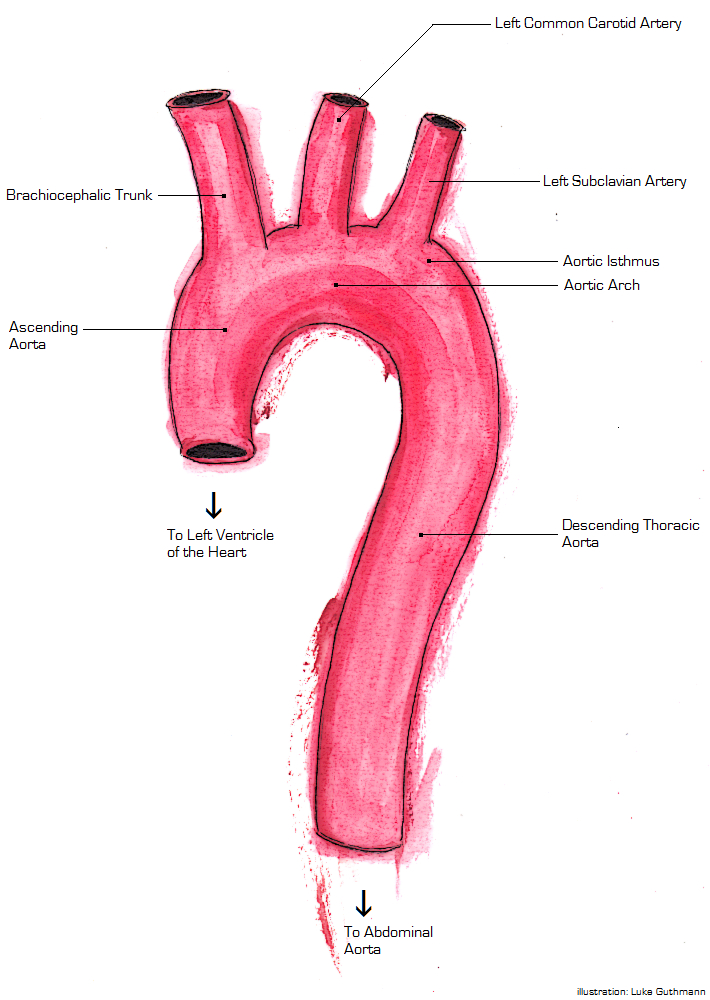
내림가슴대동맥과 가지들의 그림.

## 참고 문헌
이 문서는 현재 퍼블릭 도메인에 속하는 그레이 해부학 제20판(1918) page 598의 내용을 기초로 작성된 글이 포함되어 있습니다.
1. ↑  Solutions to the Van der Pol Equation: a Model of Aortic Blood Flow
2. ↑  “Aorta Anatomy”. 《UF Health, University of Florida Health》 (영어). 2013년 8월 8일. 2022년 6월 5일에 확인함.